# Бранка Ковачевић
Бранка Ковачевић (Сарајево, 19. март 1974) је редовни професор на Катедри за педагогију Филозофски факултет у Источном Сарајеву, а била је и асистент, виши асистент, доцент и ванредни професор на Филозофском факултету Универзитета у Источном Сарајеву. Магистарски рад одбранила је 18. априла 2005. године. Докторски рад на тему Утицај интерактивне наставе на формирање моралне аутономије ученика завршних разреда основне школе, одбранила је 8. новембра 2007. године у Бања Луци. Од 2000. године ради  на Одсјеку за педагогију Филозофског факултета у Источном Сарајеву.

## Биографија
Бранка Ковачевић, редовни професор, рођена је 19. 3. 1974. године у Сарајеву. Одсјек за педагогију и психологију завршила је 1999. године на Филозофском факултету у Српском Сарајеву и проглашена за студента генерације. Магистарски рад одбранила је 18. 4. 2005. године. Доктроски рад на тему „Утицај интерактивне наставе на формирање моралне аутономије ученика завршних радова основне школе”, одбранила је 8. 11. 2007. године у Бања Луци. Од 2000. године ради као асистент на Одсјеку за педагогију Филизофског факултета у Источном Сарајеву на предметима Историја педагогије и Дидактика. За вишег асистента на предметима Историја педагогије и Дидактика, изабрана је 14. 7. 2005. године на Филозофском факултету на Палама. У звање доцента за ужу научну област Дидактика изабрана је 5. 6. 2008. године на истом факултету, а у звање вандредног професора изабрана је 16. 5 .2013. године. У звање редовног професора за ужу научну област Дидактика изабрана је 16.5.2019. године. На Филозофском факултету Универзитета у Источном Сарајеву, на студијском програму за Педагогију, била је наставник на наставним предметима: Основе дидактике, Наставни систем, Дидактичке иновације, Основи социјалне педагогије, Интерактивно учење и Интерактивне методе у настави. На студијском програму за разредну наставу била је наставник на наставним предметима Дидактика I и Дидактика II, на Студијском програму за Српски језик и српску књижевност, била је наставник за наставни предмет Педагогија, док је на Студијском програму за наставу географија, била наставник за наставни предмет Педагогија са дидактиком. На мастер студију Студијског програма за педагогију наставник је за предмет Настава и учењe. Члан је Друштва педагога Републике Српске. Била је члан је редакције часописа Наша школа. Објавила је радове из педагогије и дидактике, учествовала на више међународних и домаћих научних скупова, конгреса и конференција, објавила 3 научне монографије и више од 70 научних и стручних радова. У периоду од 2017. до 2024. године била је  руководилац Катедре за педагогију Филозофског факултета Универзитета у Источном Сарајеву.  